# 巴西利斯克峰
巴西利斯克峰（英語：Basilisk Peak），是南極洲的山峰，位於南桑威奇群島的別林斯高晉島，海拔高度255米，是該島的最高點，在1971年由英國南極名稱諮詢委員命名，由英國海外領土管轄。